# Myton-on-Swale
Myton-on-Swale est un village et une paroisse civile du Yorkshire du Nord, en Angleterre.